# 29-es busz (Kecskemét)
A kecskeméti 29-es jelzésű autóbusz a Széchenyi tér és Hetényegyháza között közlekedik. A viszonylatot a Kecskeméti Közlekedési Központ megrendelésére az Inter Tan-Ker Zrt. üzemelteti.

## Útvonala
| Hetényegyháza felé | Széchenyi tér felé |
| --- | --- |
| Széchenyi tér vá. – Kápolna utca – Irinyi utca – Akadémiai körút – Nyíri út – III. Béla körút – Sutus sor – Kossuth Lajos utca – Miklós Gyula utca – Hetényegyháza vá. | Hetényegyháza vá. – Miklós Gyula utca – Kossuth Lajos utca – Sutus sor – III. Béla körút – Nyíri út – Akadémiai körút – Irinyi utca – Kápolna utca – Széchenyi tér vá. |

## Megállóhelyei
| 0  | 0                        | Széchenyi tér végállomás                | 24                           | 21 | 2, 2A, 2D, 2S, 3, 3A, 4, 4A, 4C, 5, 6, 7, 7C, 9, 10, 11, 11A, 12, 13, 13D, 13K, 14, 16, 18, 20, 20H, 23, 23A, 28, 34A, 169, 916 |
| 3  | 3                        | Szent Imre utca                         | 21                           | 18 | 3, 4, 10, 12, 14, 20, 20H, 34A                                                                                                  |
| 5  | 5                        | Aradi Vértanúk tere                     | 19                           | 16 | 3, 14D, 20, 20H, 21, 34, 34A, 350 Helyközi buszok                                                                               |
| 6  | 6                        | Planetárium                             | ∫                            | ∫  | 3, 14D, 20, 20H, 21, 34, 34A, 350                                                                                               |
| ∫  | ∫                        | SZTK                                    | 18                           | 15 | 3, 14D, 20, 20H, 21, 22, 34A, 350 Helyközi buszok                                                                               |
| 8  | 8                        | Domb Áruház                             | 16                           | 13 | 4, 12, 14, 14D, 34, 350 Helyközi buszok                                                                                         |
| 10 | 10                       | Mária kápolna                           | 14                           | 11 | 34, 34A |
| 12 | 12                       | Sutusfalu                               | 12                           | 9  | 15, 15D, 19 |
| 13 | 13                       | Széles köz                              | 11                           | 8  | 15, 15D, 19 |
| 14 | 14                       | Miklóstelepi bejáró út                  | 10                           | 7  | 15, 15D, 19 S210 (Miklóstelep)                                                                                                  |
| 16 | 16                       | Úrihegy                                 | 8                            | 5  | 15, 15D S210 (Úrihegy) |
| 17 | 17                       | Szigeti köz                             | 7                            | 4  | 15, 15D |
| 18 | 18                       | Nagy tanya                              | 6                            | 3  | 15, 15D |
| 19 | 19                       | Hetényegyháza, óvoda                    | 4                            | 1  | 15, 15D, 353 S210 (Hetényegyháza)                                                                                               |
| 20 | 20                       | Hetényegyháza, ABC vonalközi végállomás | 3                            | 0  | 15, 15D, 353 Helyközi buszok |
| 21 |                          | Hetényegyháza, Fény utca                | 2                            |    | 15, 15D |
| 22 | Hetényegyháza, Újtelep   | 1                                       | 15, 15D, 354 Helyközi buszok |    | |
| 23 | Hetényegyháza végállomás | 0                                       | 15, 15D, 354                 |    | |